# Intelligence (Zeitschrift)
Intelligence ist eine multidisziplinäre wissenschaftliche Fachzeitschrift mit psychologischem Schwerpunkt, in der Artikel zur Intelligenz- und Kognitionsforschung erscheinen.
Die Zeitschrift wurde 1977 von Douglas K. Detterman von der Case Western Reserve University gegründet und wird von Elsevier verlegt. Sie ist das Publikationsorgan der International Society for Intelligence Research. Mit einem Impact-Faktor von 3,0 im Jahre 2023 (2014: 3,245) gehört sie zu den oft zitierten Zeitschriften auf ihrem Gebiet.
Bis 2016 war Douglas K. Detterman Herausgeber der Fachzeitschrift; sein Nachfolger ist Richard J. Haier von der University of California.